# Mică
- Vezi și:Mica (dezambiguizare)

Mica este un mineral din grupa silicaților cu un sistem de cristalizare monoclinic, cu o structură chimică complexă, care se substituie frecvent dar rămân în raport constant cu ceilalți atomi. Mica are o duritate redusă 2, paralel cu planurile de suprafață a mineralului, pe când în alte direcții duritatea este 4. Culoarea mineralului este variată, alb, roz,verde, brun, până la negru, urma fiind albă.

## Structura
Mica este un silicat stratificat, a căror structură tetraedrică format din siliciu și oxigen sunt situați pe straturi caracteristice tabulare, între straturi fiind legături slabe, din care cauză se desprind ușor în foițe elastice hexagonale, sub formă de agregate solzoase. Mica se poate dezvolta formând cristale mari cu o suprafață între 50 cm2 și 5 m2 asemenea exemplare au fost întâlnite în Ural, Rusia.

## Varietăți

### Mica naturală
- Varietăți de culoare deschisă:
  - Sunt mineralele ce conțin potasiu și aluminiu fiind numit muscovit sau „mică argiloasă” acestea fiind importante pentru electronică.
  - mineral rozaceu bogat în litiu, numit „Lepidolith”
  - varietatea numită „Phlogopit” sau „Mică cu magneziu”, bogat în aluminiu și magneziu

- Varietăți de culoare închisă:
  - Biotit sau „Mică cu fier”, magneziul din (Phlogopit) fiind înlocuit cu fierul
  - Macroscopic de „muscovit” (mica cu potasiu) abia se poate deosebi „paragonitul” (mica cu sodiu)
  - „Lepidomelanul” este o varietate de mică, bogat în fier fiind ușor descompus de HCl fiind întâlnit în munții Harz, munții Pădurea Neagră și munții Metaliferi (Erzgebirge) din Germania și granitele din Scoția și Irlanda

### Micanit (mică sintetică)
Este produsă din fragmente de mică naturală, lipite cu un liant, după natura liantului depinde rezistența mineralului la diferite temperaturi până la 150 °C, neatigând calitatea micei naturale.

## Răspândire
Mineralul este frecvent parte componentă a rocilor magmatice, rocilor metamorfice și rocilor sedimentare. 
Varietatea muscovit fiind de exemplu frecvent în granitele bogate în cuarț, în pegmatite sau în roci metamorfice ca „Phyllit” (rocă metamorfică compus din mică argiloasă, cuarț, feldspat, clorit, augit, turmalină și oxizi de fier).
Varietățile de mică rezistente la intemperii se pot întâlni în roci sedimentare ca gresie.
Biotitul, care nu e rezistent la intemperii, se află frecvent în granit sau diorit.

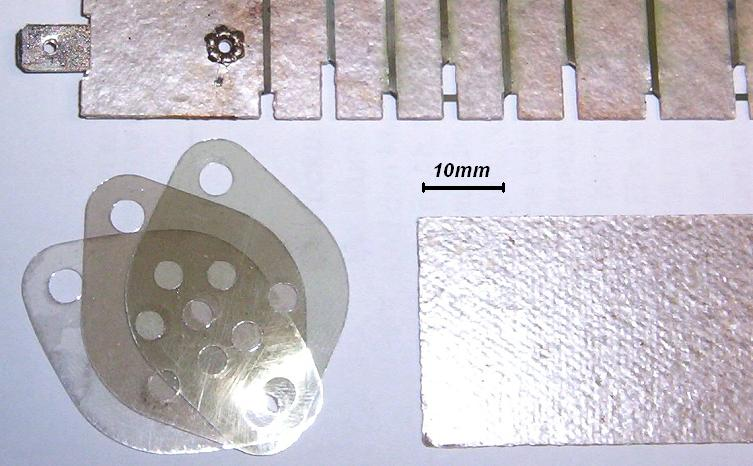
Mikanit (mică sintetică) (sus și dreapta) și foi de mică (stânga) la montarea izolației pentru Tranzistori

## Utilizare
Datorită clivajului bun de-a lungul foilor de mică, mica se poate desface în foițe subțiri transparente, datorită rezistenței la temperaturi mari, foile de mică sunt folosite ca înlocuitor de sticlă la vizorul cuptoarelor din topitorii metalurgice. 
Mica și micanitul sunt folosite ca izolator electric, la semiconductori, condensatoare, cabluri coaxiale, electrozi, mica rezistă la temperaturi de peste 600 °C.
Prin acoperirea mineralului cu un strat de bioxid de siliciu sau oxid de titan ca straturi de interferență, a fost folosit pentru producerea lacurilor de automobile, cosmetică, ca și în industria navală.

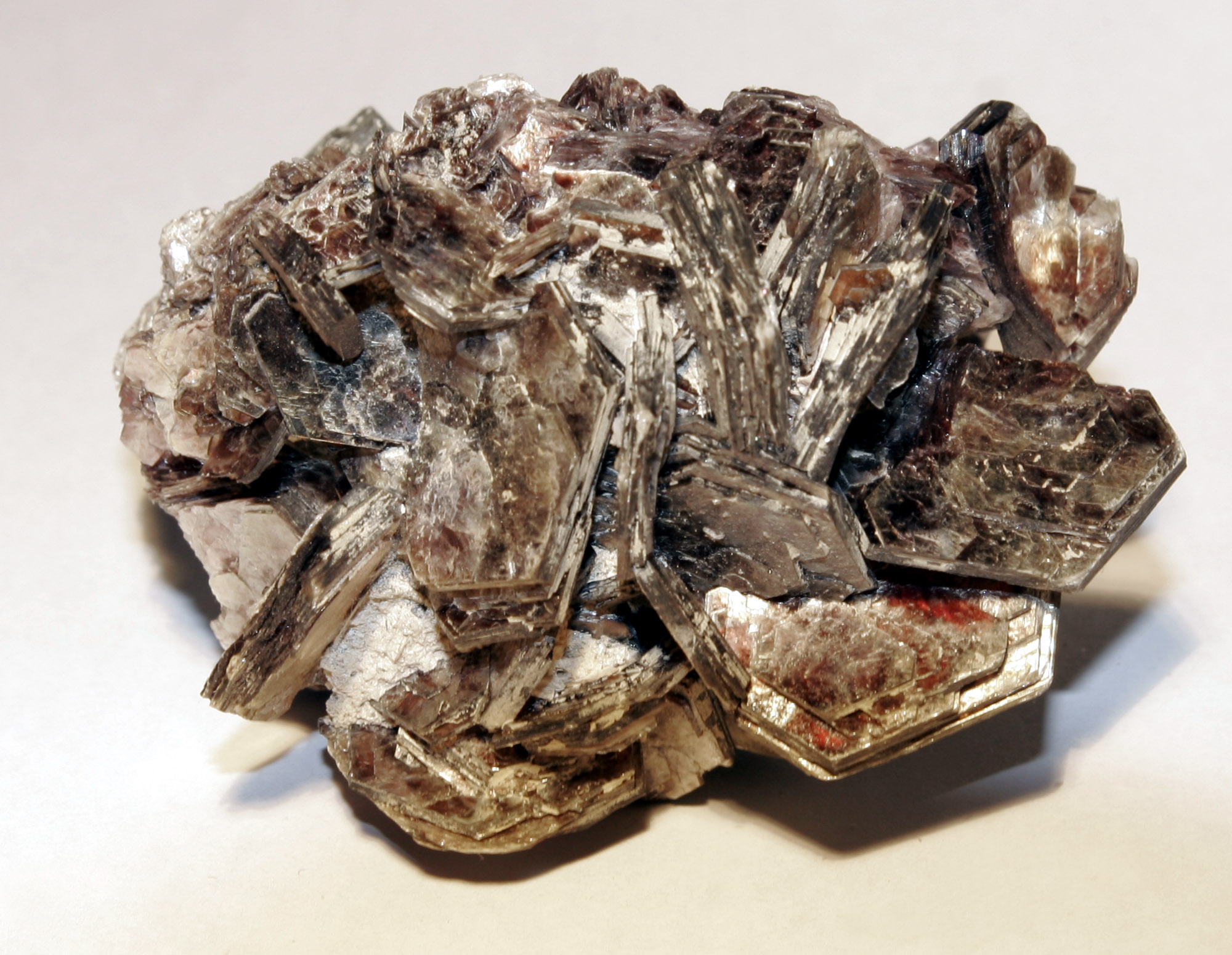
Mică

## Istoric
Mica este prima oară amintit de mineralogul Georgius Agricola (1546). Mica fiind folosit în loc de sticla pentru geamuri, care era mai scumpă.
În secolul XX mica este pentru prima oară studiat cu ajutorul razelor rontgen de „Charles-Victor Mauguin”.